# Église Saint-Jean-Baptiste de Mazères
 (avril 2024).
Si vous disposez d'ouvrages ou d'articles de référence ou si vous connaissez des sites web de qualité traitant du thème abordé ici, merci de compléter l'article en donnant les références utiles à sa vérifiabilité et en les liant à la section « Notes et références ».
L'église Saint-Jean-Baptiste de Mazères est une église catholique située dans le hameau de Mazères, sur le territoire de la commune de Castelnau-Rivière-Basse, en France.

## Localisation
L'église est située dans le département français des Hautes-Pyrénées, sur la commune de Castelnau-Rivière-Basse.

## Historique
Aucun document d'archives permet de connaître l'origine de cette église. L'abbé Jean Cabanot a étudié cette église en rappelant les traditions qui lui sont attachées et en analysant les différentes parties qui en font son originalité.
Le nom du hameau, d'abord, Mazères, Masera en gascon, dérive du bas-latin Macerias, qui indique en général la présence de ruines, mais aucune découverte archéologique n'a été faite à proximité. 

### Les Hospitaliers
Une tradition attribue la construction de l'église, vers 1120, aux Hospitaliers de l'ordre de Saint-Jean de Jérusalem du grand-prieuré de Toulouse. Cependant, si les archives de l'Ordre permettent de savoir qu'il possédait une église dédiée à saint Jean-Baptiste dans la riche plaine alluviale de l'Adour mais sans qu'on puisse être certain qu'il s'agisse de l'église de Mazères.
Une autre tradition lie la fondation de l'église au martyre dans les bois de Montus, vers 472, de la princesse wisigothe Libérate dont la légende a voulu en faire la sœur de Quitterie. Pour Jean Cabanot, sainte Libérade qui est vénérée dans l'Agenais n'était pas différente de sainte Libérate. L'église de Mazères possédait des reliques de sainte Libérate.
Les traditions ne permettent pas d'éclairer d'une manière assurée l'origine de l'église. L'histoire ne donne pas beaucoup plus d'éléments précis. 

### Le Moyen-Âge
Mazères appartient à la vicomté de Rivière-Basse qui a d'abord appartenu au comté de Bigorre puis en 1256 aux vicomtes de Béarn avant de devenir une seigneurie des comtes d'Armagnac par mariage à la génération suivante. Le traité de Brétigny en fait une terre en anglaise, en 1360. Les Anglais en sont chassés en 1407.
La lecture de l'architecture et les comparaisons stylistiques permettent de donner des éléments sur les étapes de sa construction.
La partie la plus ancienne est le chœur droit construit autour de 1120. Plusieurs sculpteurs ont réalisé les chapiteaux du chevet qui possède un ensemble exceptionnel de 26 chapiteaux assez bien conservés situés tant à l'extérieur qu'à l'intérieur. Jean Cabanot a fait une étude stylistique qui lui a permis de montrer l'influence de ceux de l'abbaye de Saint-Sever et de ceux de la basilique Saint-Sernin de Toulouse. Pour Jean Cabanot l'atelier influencé par Saint-Sever a dû être le premier à intervenir car ses chapiteaux se trouvent sur l'arcature du rez-de-chaussée, le reste de la décoration a été faite pat l'atelier influencé par Saint-Sernin qui se caractérise par une plus grande maîtrise de son art et une plus grande variété des thèmes. Pour Jean Cabanot, la présence de sculpteurs ayant travaillé à la basilique Saint-Sernin de Toulouse à Mazères, si loin de Toulouse, serait dû au changement d'équipe de sculpteurs quand le maître Bernard Gilduin est arrivé à Toulouse en 1095 et a entraîné le départ de l'équipe qui avait travaillé sur le déambulatoire et réalisé la porte des Comtes.
Le plan de l'église est très simple et souvent utilisé dans le sud-ouest : un sanctuaire rectangulaire et une nef un peu plus large. La nef unique rectangulaire a été construite ensuite et couverte d'une charpente. Le portail méridional date de cette période.
En 1342, l'évêque de Bigorre, Pierre-Raymond de Monbrun, réforme le diocèse de Bigorre. L'église est devenue paroissiale. Il fait modifier la partie occidentale de l'église en reconstruisant une partie des murs au nord ouest de l'église et en ajoutant un mur transversal pour isoler une chapelle à l'ouest dédiée à sainte Libérate où il a déposé une châsse avec ses reliques. La châsse en marbre blanc est surmontée d'une inscription gothique. Des peintures murales, aujourd'hui illisibles, décoraient la chapelle. Cette chapelle n'a jamais été voûtée.
Pendant la guerre de Cent Ans les églises sont fortifiées, et celle de Mazères a reçu deux salles hautes au-dessus du chevet et de la chapelle avec des échauguettes à l'ouest et un chemin de ronde. La tour-escalier avec meurtrières pour les arbalètes construite contre le mur nord de la nef date de la même époque.
L'église brûle, pendant la guerre de Cent Ans ou les guerres de Religion. Les reliques de sainte Libérate sont profanées. Des voûtes ogivales sont alors construites, en même temps que les contreforts qui sont ajoutées à l'extérieur des murs gouttereaux pour reprendre la poussée des voûtes. Ces voûtes ont entraînés la destruction de la partie supérieure des murs et les fenêtres. La nef qui était plus haute que le sanctuaire est devenue plus basse et entièrement aveugle. Cette construction des voûtes a divisé la nef en trois travées.
En 1735-1736 a été ajouté au sud du chœur une petite sacristie. Le sanctuaire a reçu à la fin du XVIIIe siècle son décor en trompe-l'œil : faux marbre des ogives de la nef et des arcatures du chœur surmontées d'un baldaquin imitant le mobilier de la cathédrale de Tarbes.
Au XIXe siècle on a ajouté des toits en poivrière aux échauguettes.
Au début du XXe siècle, l'église menaçait ruine. 
L'édifice est classé au titre des monuments historiques en 1910.
L'église est désaffectée. En 1932 l'architecte des Monuments historiques déclare « cet édifice n'est plus qu'une ruine ». Elle a été finalement sauvée en 1935 grâce à des travaux importants entrepris à la suite de son classement. Elle est devenue une annexe de l'église de Castelnau-Rivière-Basse.

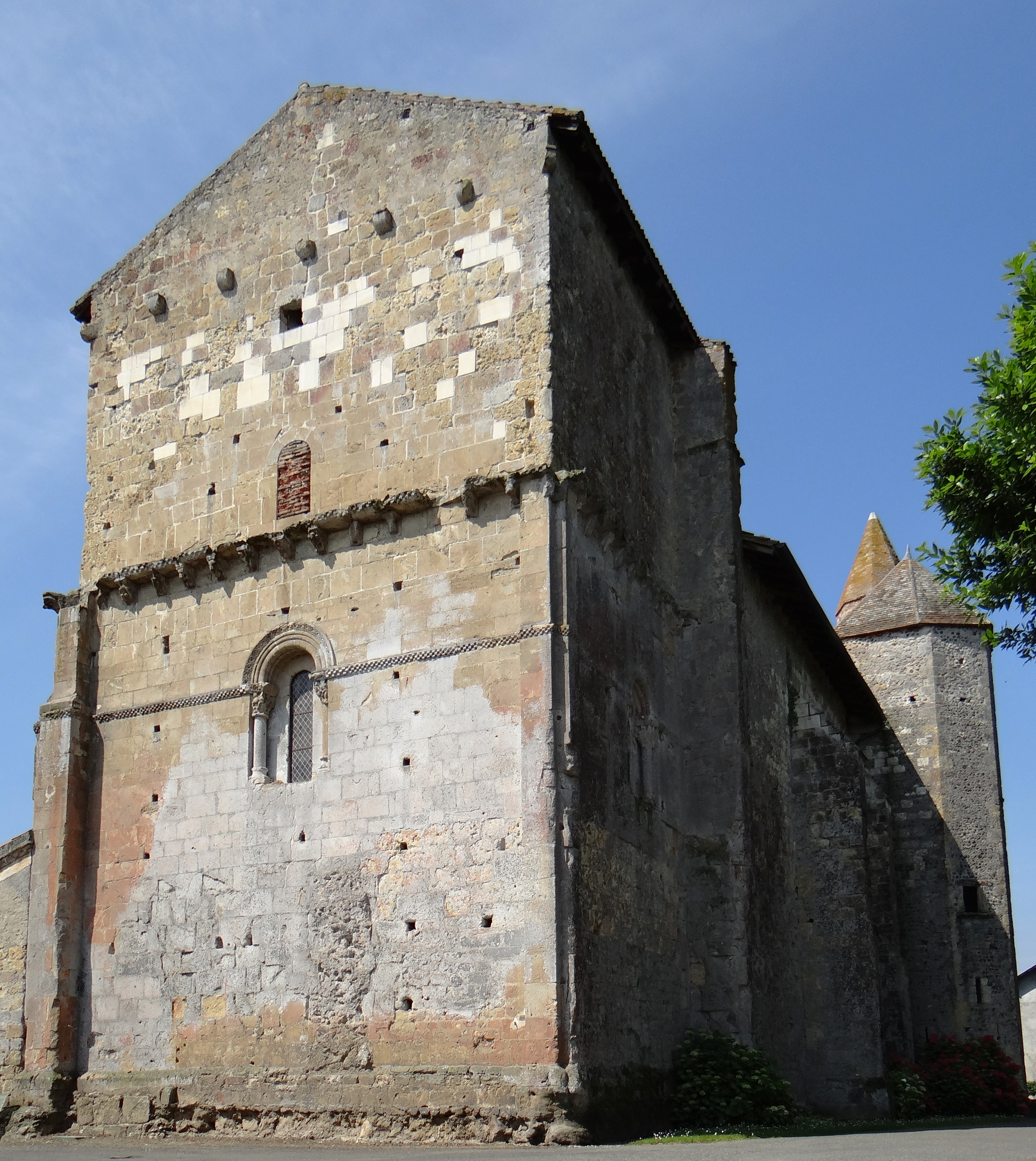
Le chevet et le mur gouttereau nord avec la tour-escalier.
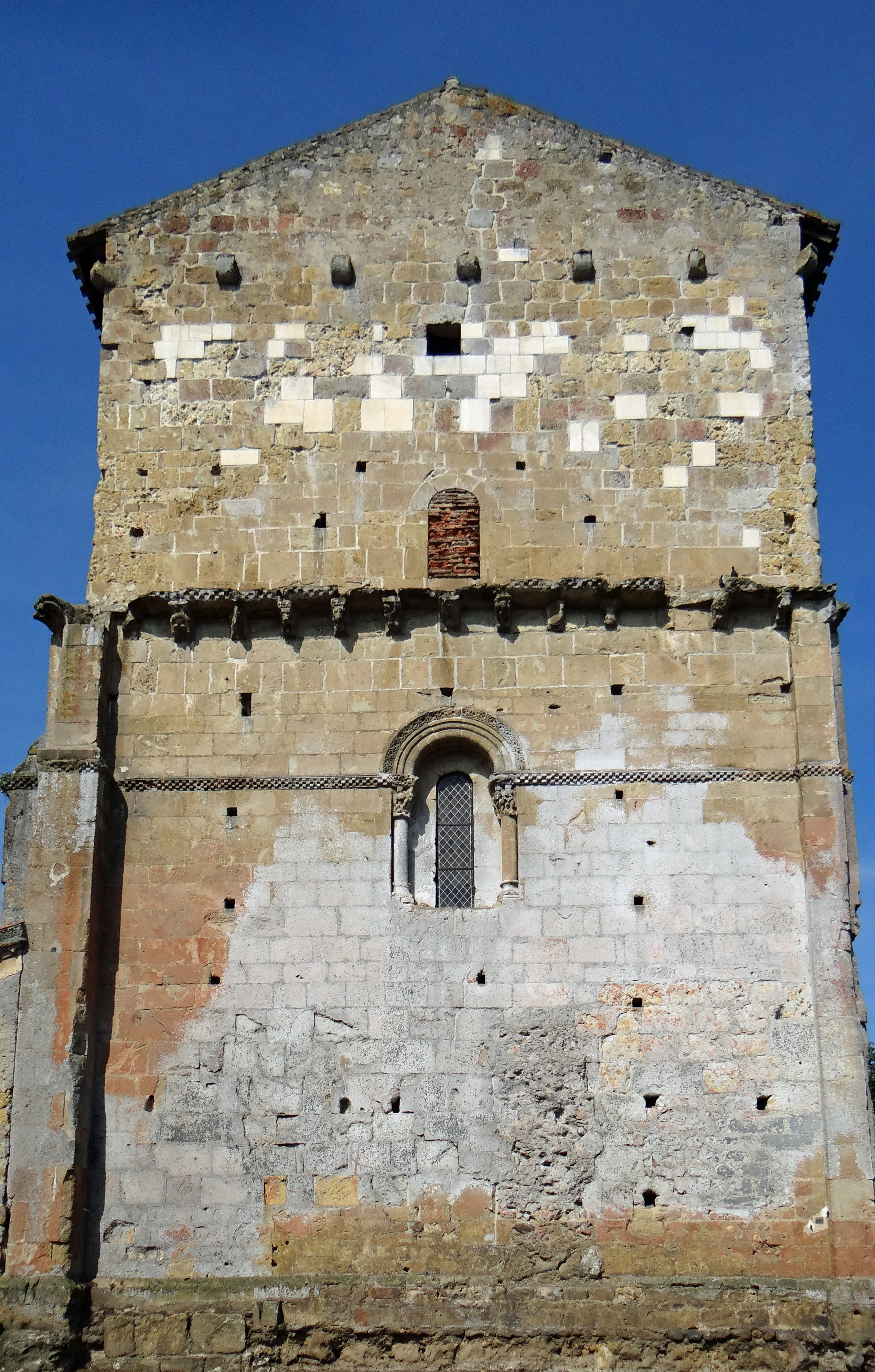
Le chevet.
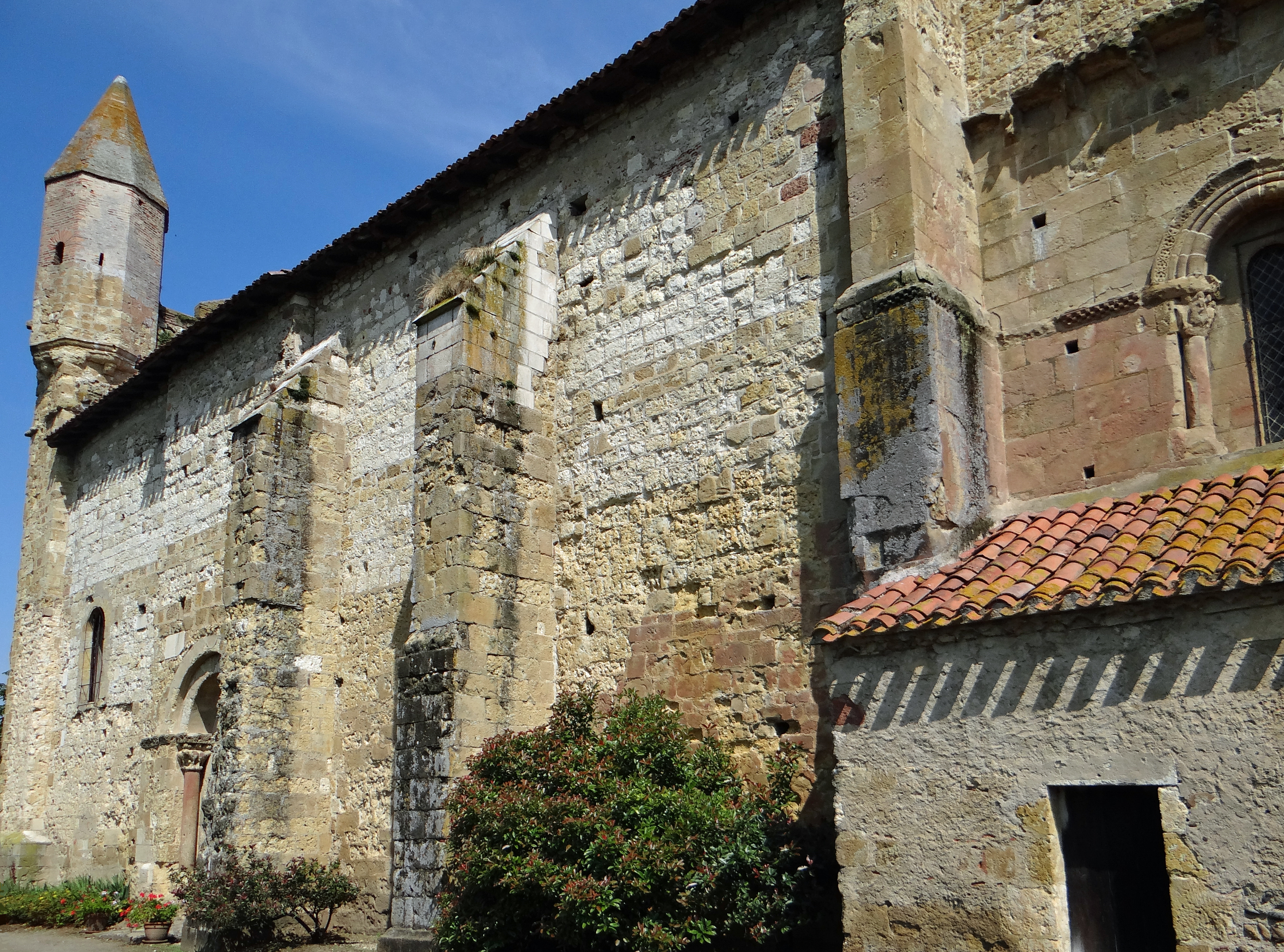
Le mur gouttereau sud avec la sacristie et les contreforts.
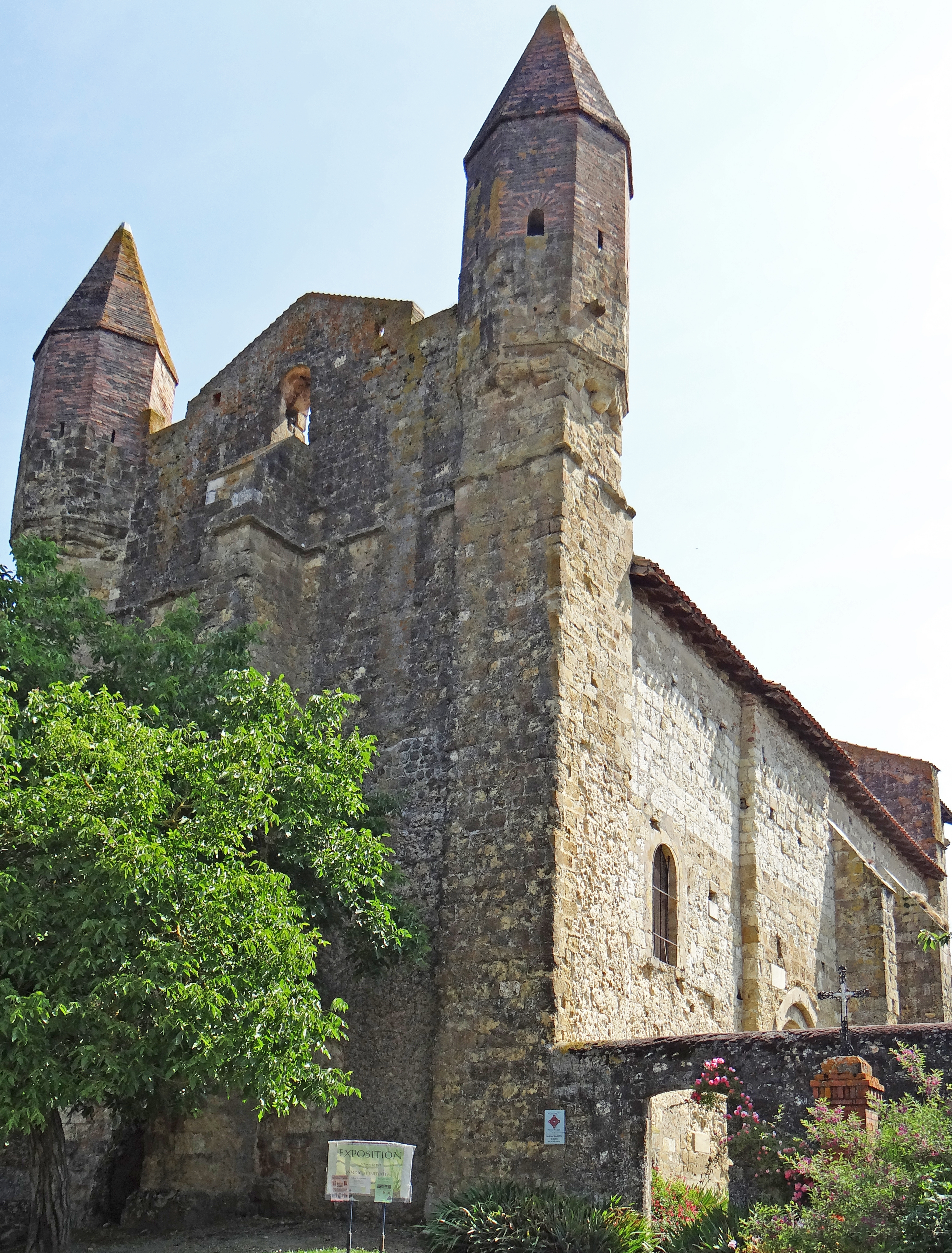
Le mur ouest avec le clocher-pignon flanqué d'échauguettes.
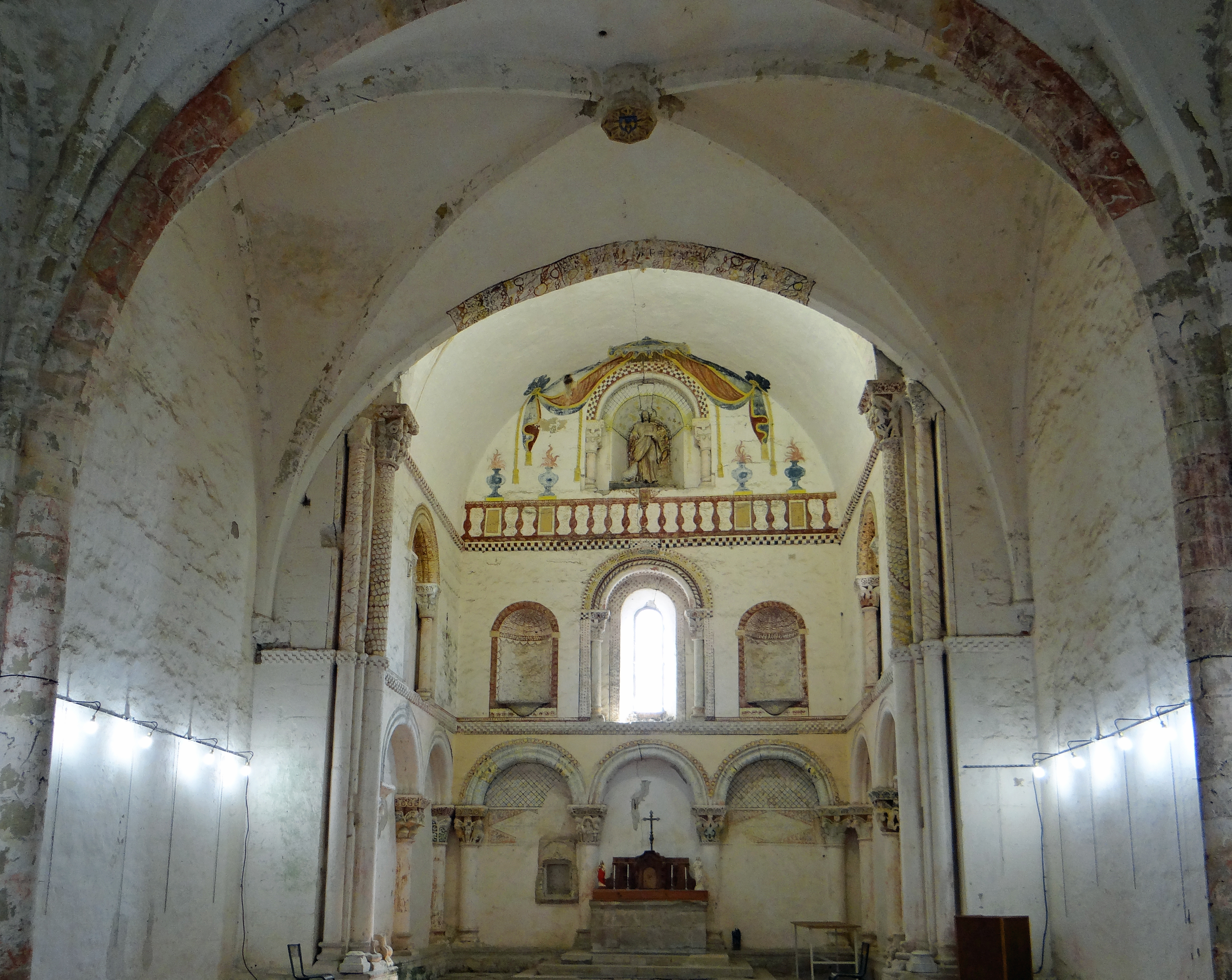
La nef et le sanctuaire.
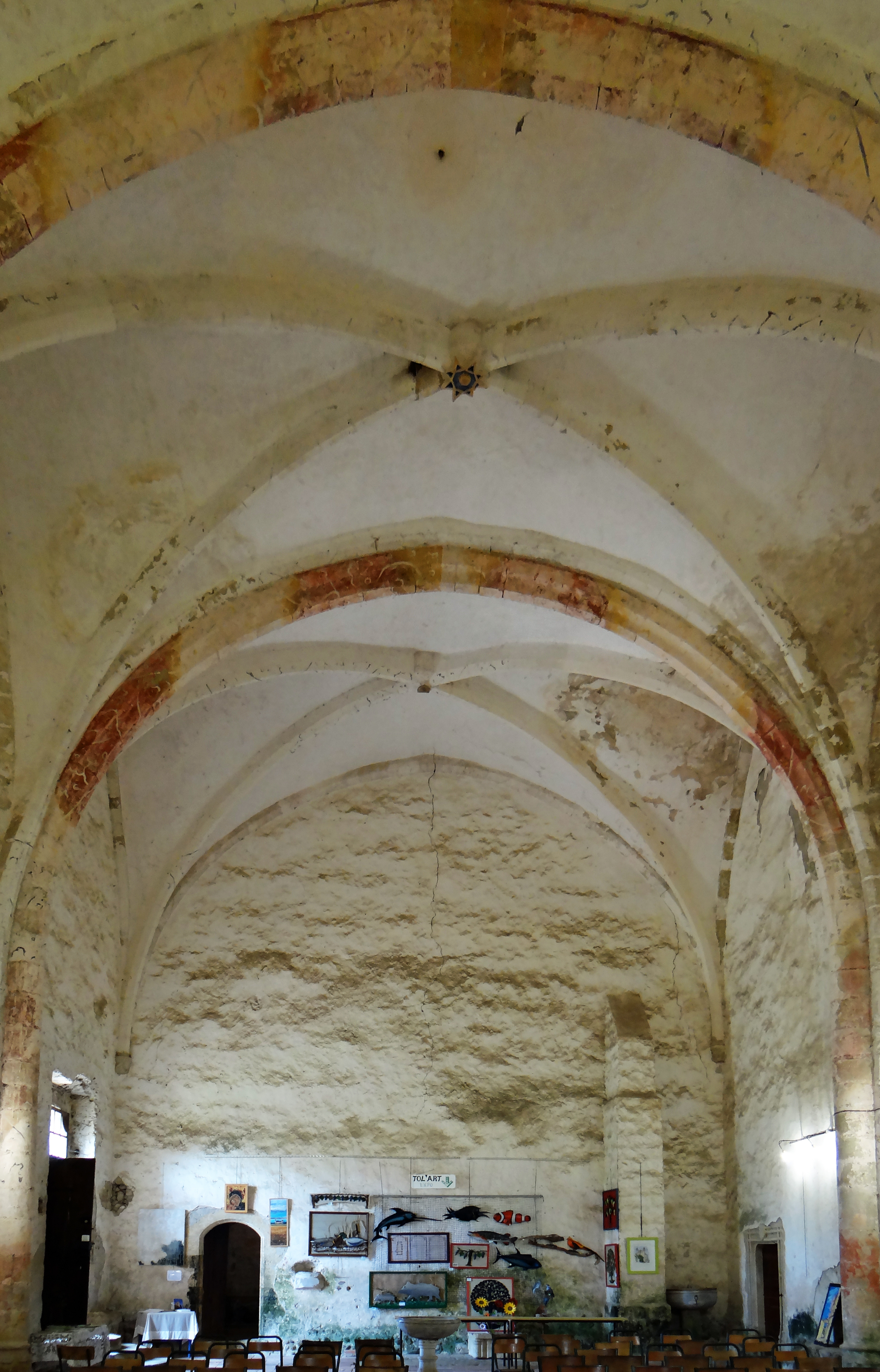
La nef vue depuis le chœur avec trois portes, à gauche, la porte méridionale de l'église, sur le mur du fond, la porte d'accès à la chapelle Sainte-Libérate, à droite la porte de la tour-escalier.
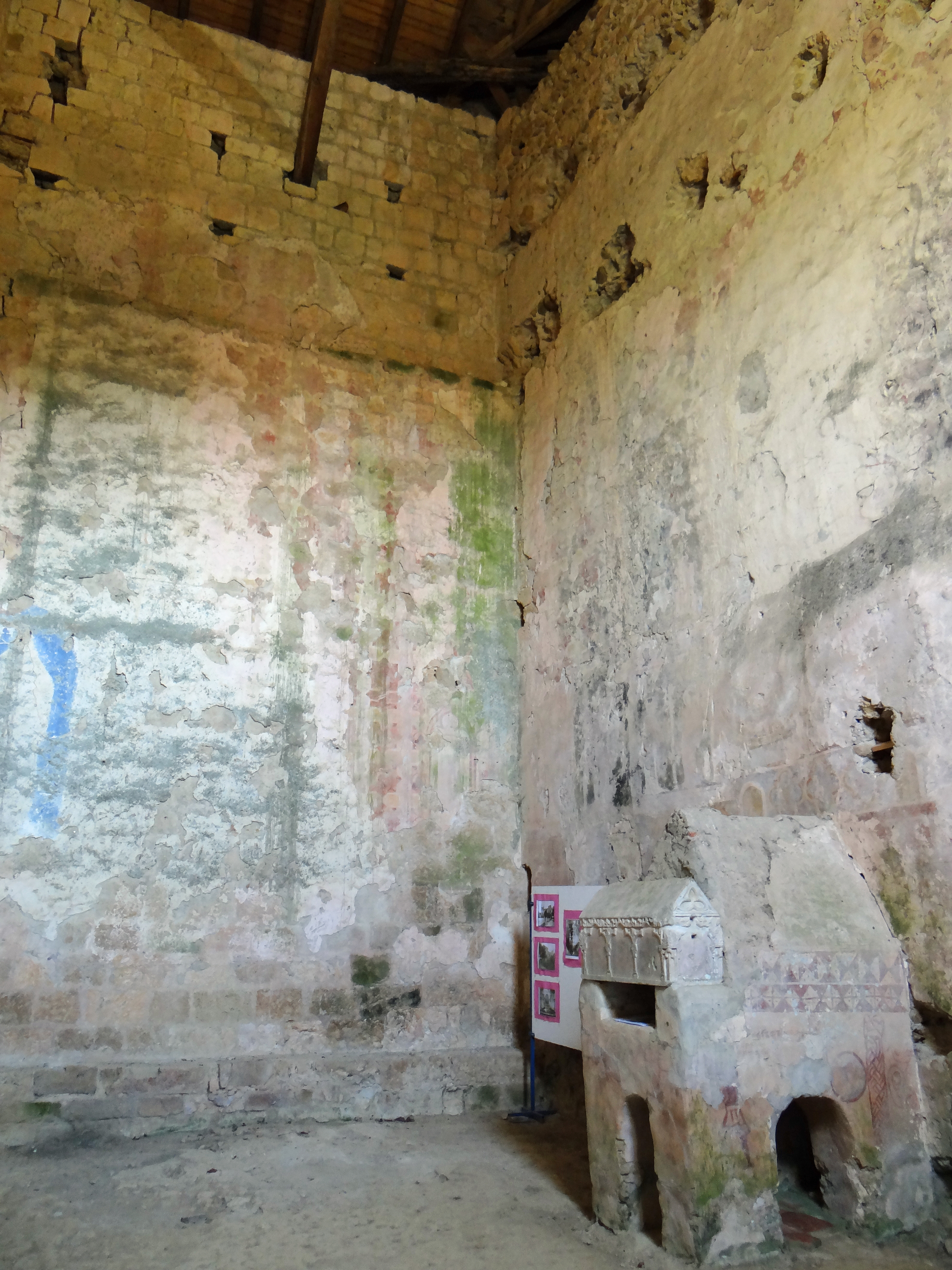
Chapelle Saint-Libérate et le reliquaire.

## Architecture

### Le chevet et le chœur
Le sanctuaire a été construit en moellons d'assez grandes dimensions, taillés soigneusement dans des pierres de bonne qualité. Il a été couvert dès l'origine par une voûte assez élevée en berceau plein cintre. Il commence à l'arc triomphal à double rouleau dont la partie supérieure est cachée par les voûtes d'ogives de la nef ajoutées au XVIIe siècle.
La partie basse des murs du chevet est ornée de 7 arcades aveugles qui retombent sur des chapiteaux et des colonnettes engagées reposant sur une banquette moulurée.
Au-dessus se trouvent trois fenêtres, une pour chaque face du chœur. Toutes ces fenêtres sont décorées d'archivoltes plus ou moins décorées, de colonnettes et de chapiteaux, tant sur l'intérieur qu'à l'extérieur de l'église. À la base des fenêtres court sur toute longueur des murs un triple cordon de billettes. Au-dessus des fenêtres, à partir des tailloirs de l'arc triomphal a été sculpté un autre cordon. Au-dessus, sur le mur Est a été placée une fenêtre qui a été rendue aveugle. Au XVIIIe, on a creusé des niches de part et d'autre de la fenêtre du premier étage 
Ce type de dispositions a été adopté sur nombre d'églises du Sud-Ouest. L'originalité de l'église vient de la qualité des éléments sculptés. La nef tranche par la pauvreté de son décor et la médiocrité des procédés de construction.
Les 26 modillons qui portent la corniche extérieure du chevet sont très dégradés. Seuls les 26 chapiteaux, bien conservés, sont d'une qualité rare. Jean Cabanot a noté plusieurs influences :
- la première influence se rencontre dans la partie inférieure du chœur, sur 4 chapiteaux et 5 tailloirs de l'arcature inférieure. Ils se rencontrent, presque exactement identiques, dans l'abbatiale de Saint-Sever.
- une deuxième influence venant de la basilique Saint-Sernin de Toulouse a rapidement remplacé celle de Saint-Sever. Cette influence loin de Toulouse de sculpteurs venant de Saint-Sernin a été démontrée à la cathédrale de Lescar[7]. Le chapiteau placé à l'extérieur de la fenêtre orientale illustrant le thème du châtiment du péché originel imite le style des chapiteaux de la porte Miègeville de Toulouse. Les chapiteaux illustrant les supplices de l'enfer rappellent ceux de la porte des Comtes.
- d'autres influences peuvent aussi se voir, comme sur le chapiteau représentant le Christ en majesté sous une arcade du mur oriental qui est probablement dû à un sculpteur aragonais.

Les chapiteaux de l'arc triomphal célèbrent l'eucharistie :
- offrande des bergers et des rois mages à la Vierge et à l'Enfant,
- sacrifice d'Isaac par Abraham.

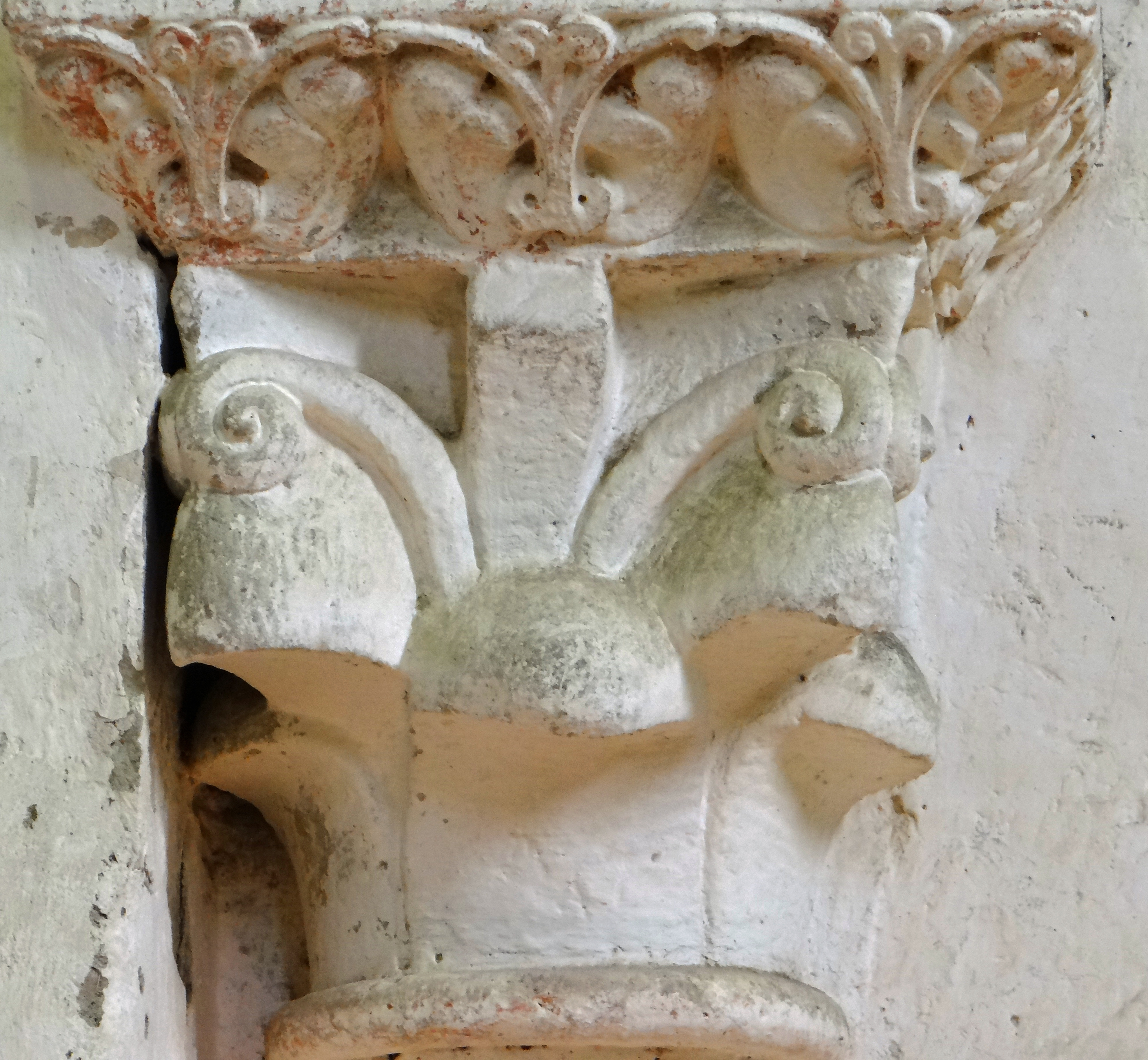
Influence de Saint-Sever : Chapiteau avec des grosses palmettes.
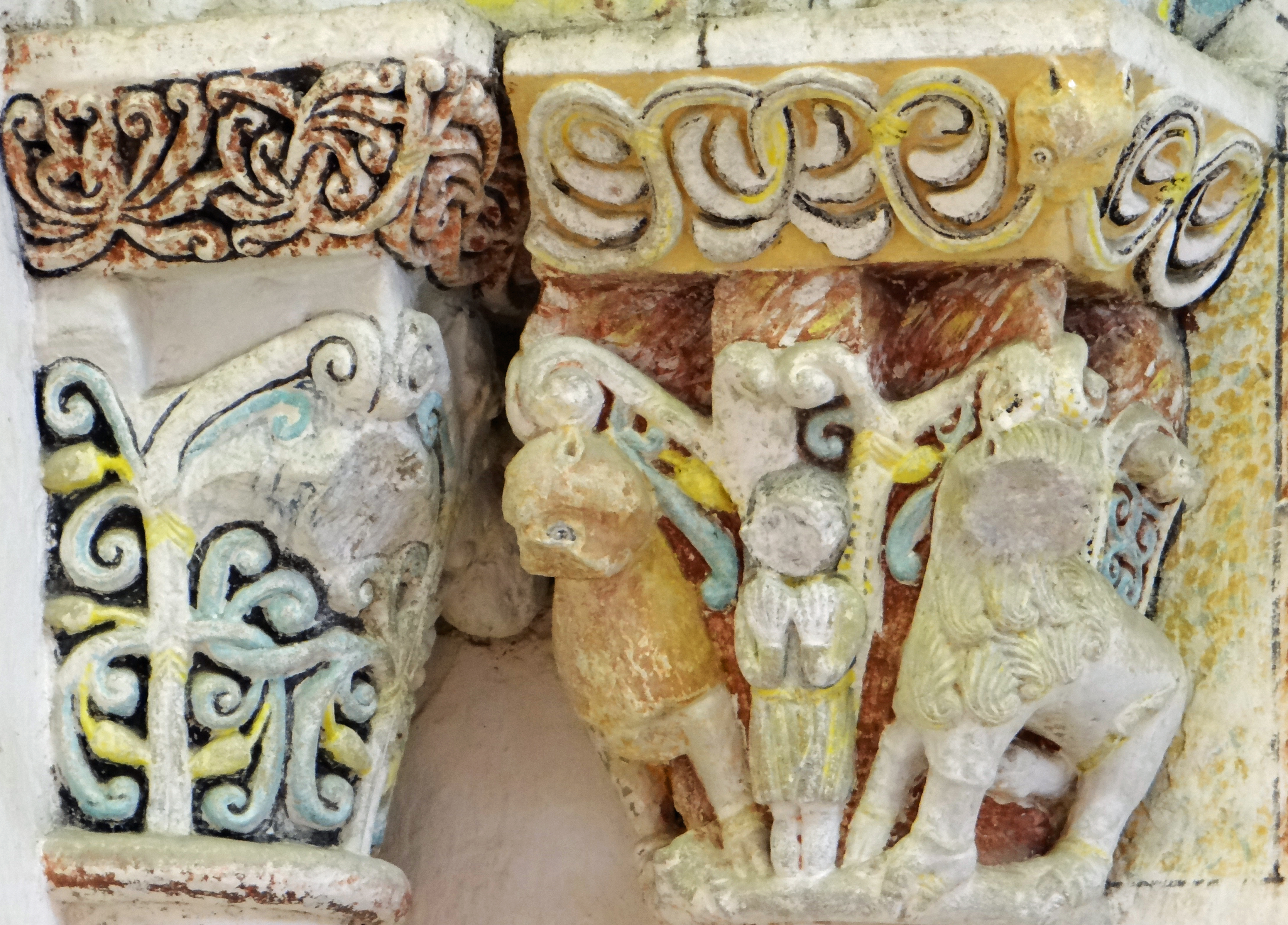
Influence de Saint-Sever : Daniel dans la fosse aux lions.
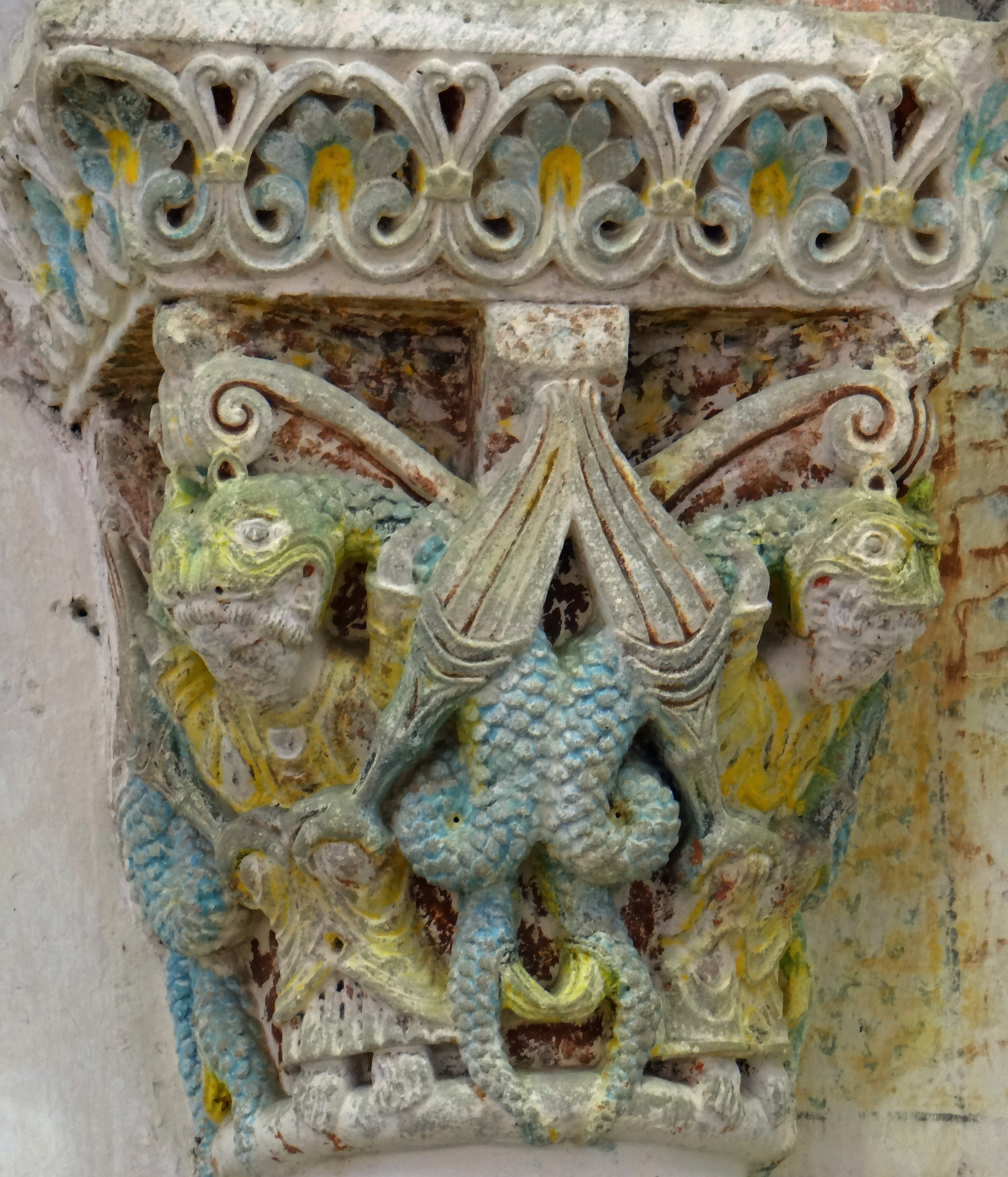
Influence de Saint-Sernin : Vision de l'enfer, hommes dévorés par des dragons.
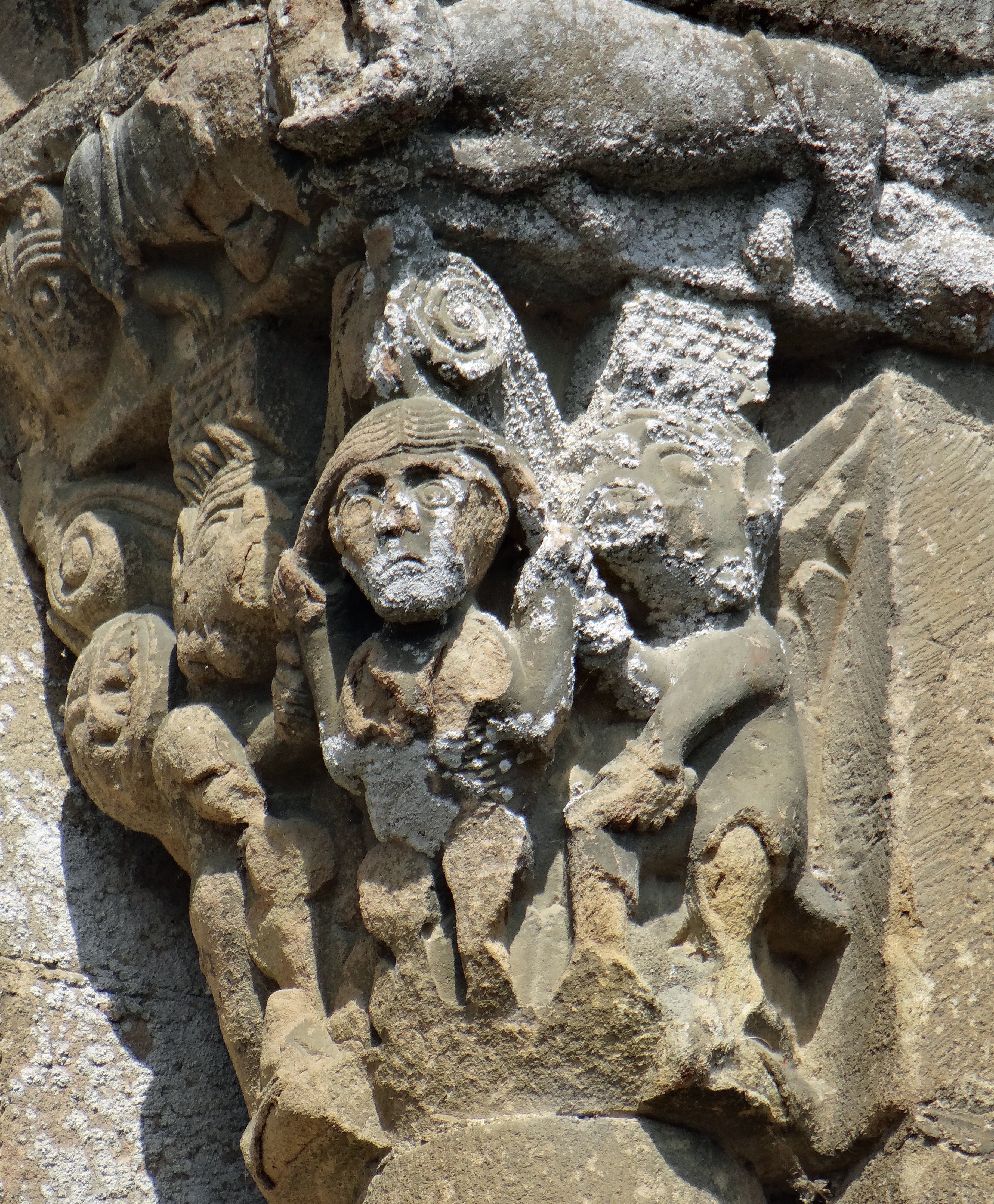
Influence de Saint-Sernin : Extérieur de la fenêtre orientale : châtiment du péché originel.
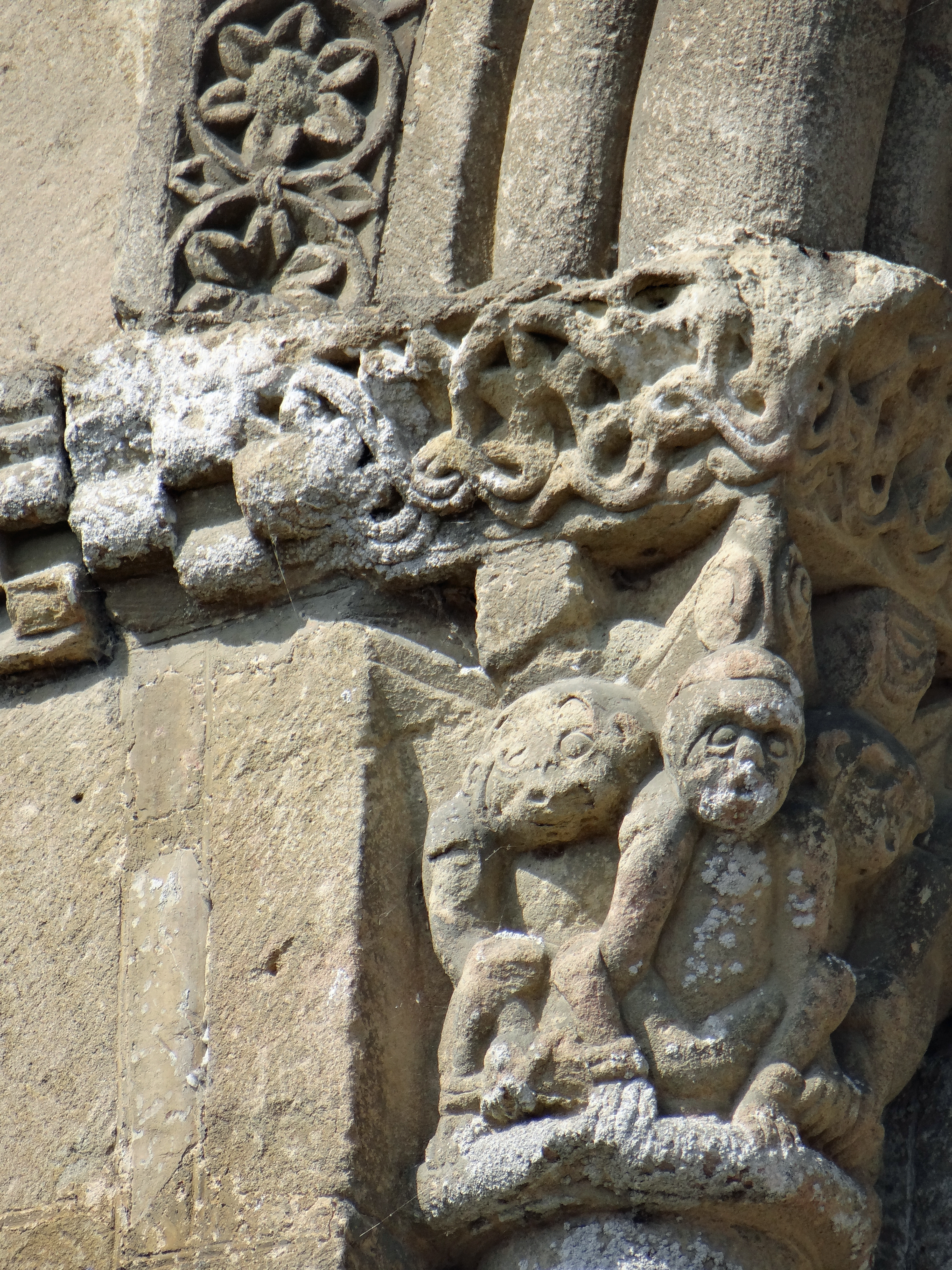
Influence de Saint-Sernin : Extérieur de la fenêtre orientale.
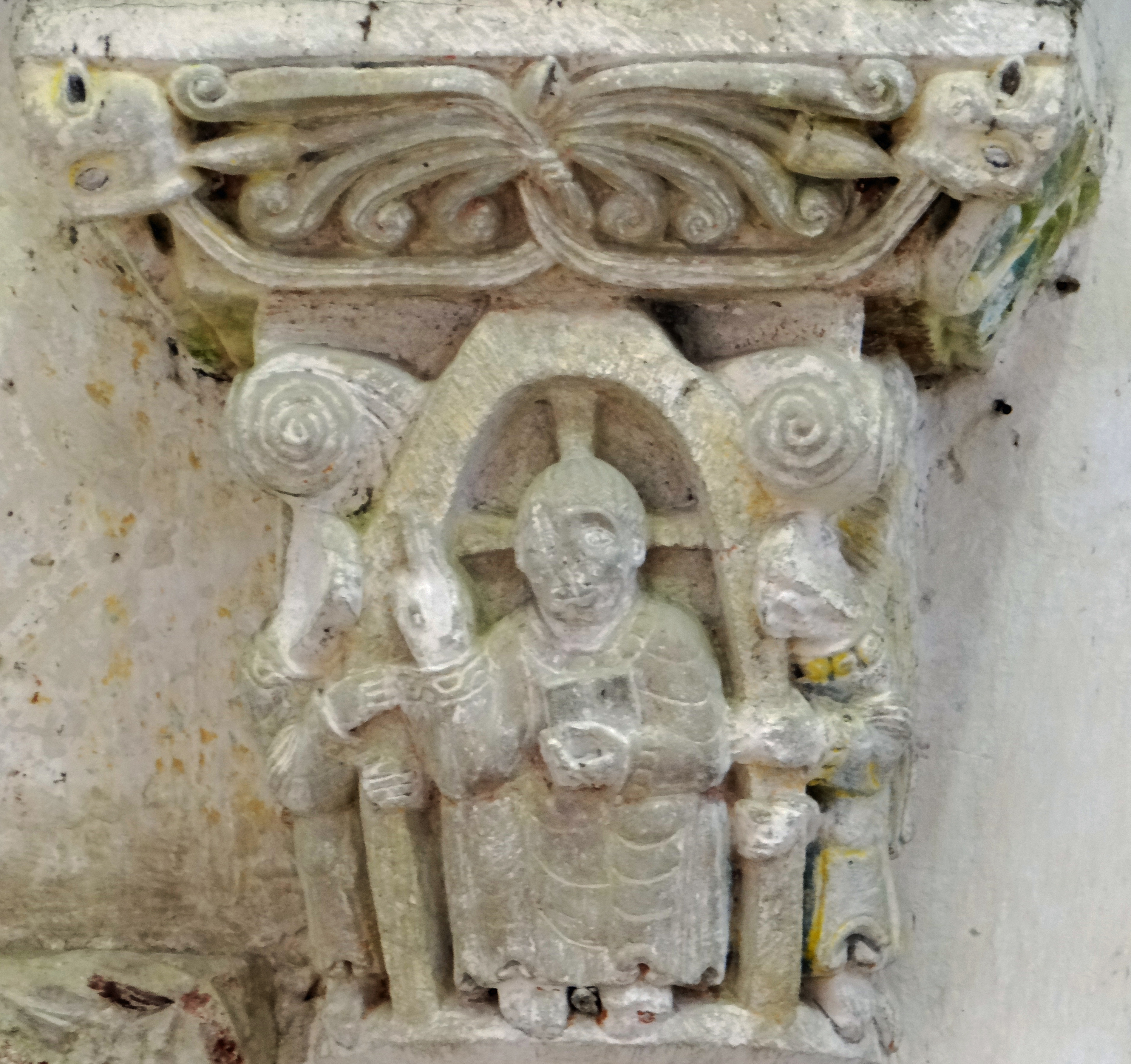
Sculpteur aragonais : Christ en majesté.
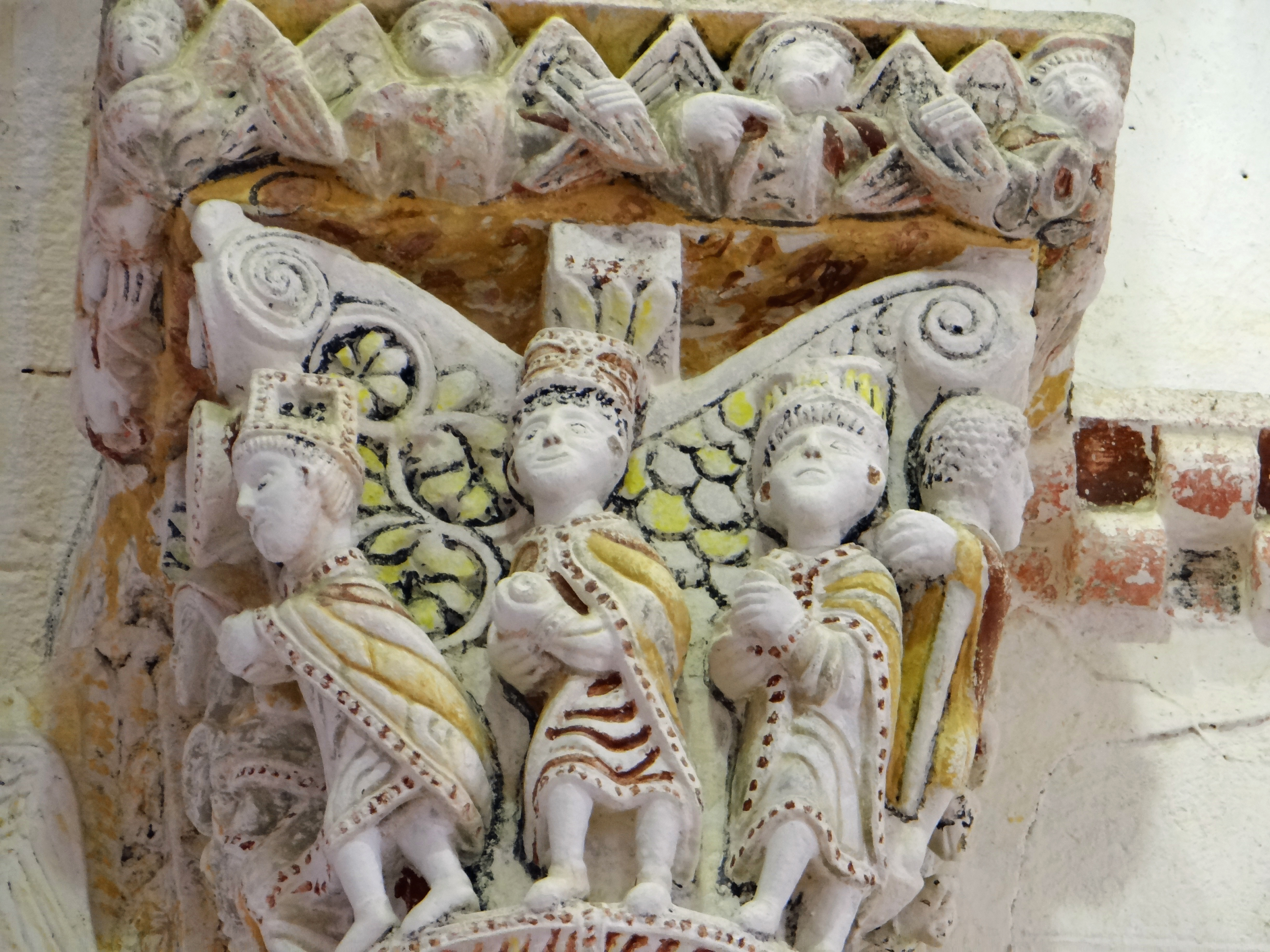
Arc triomphal : Offrande des rois mages.
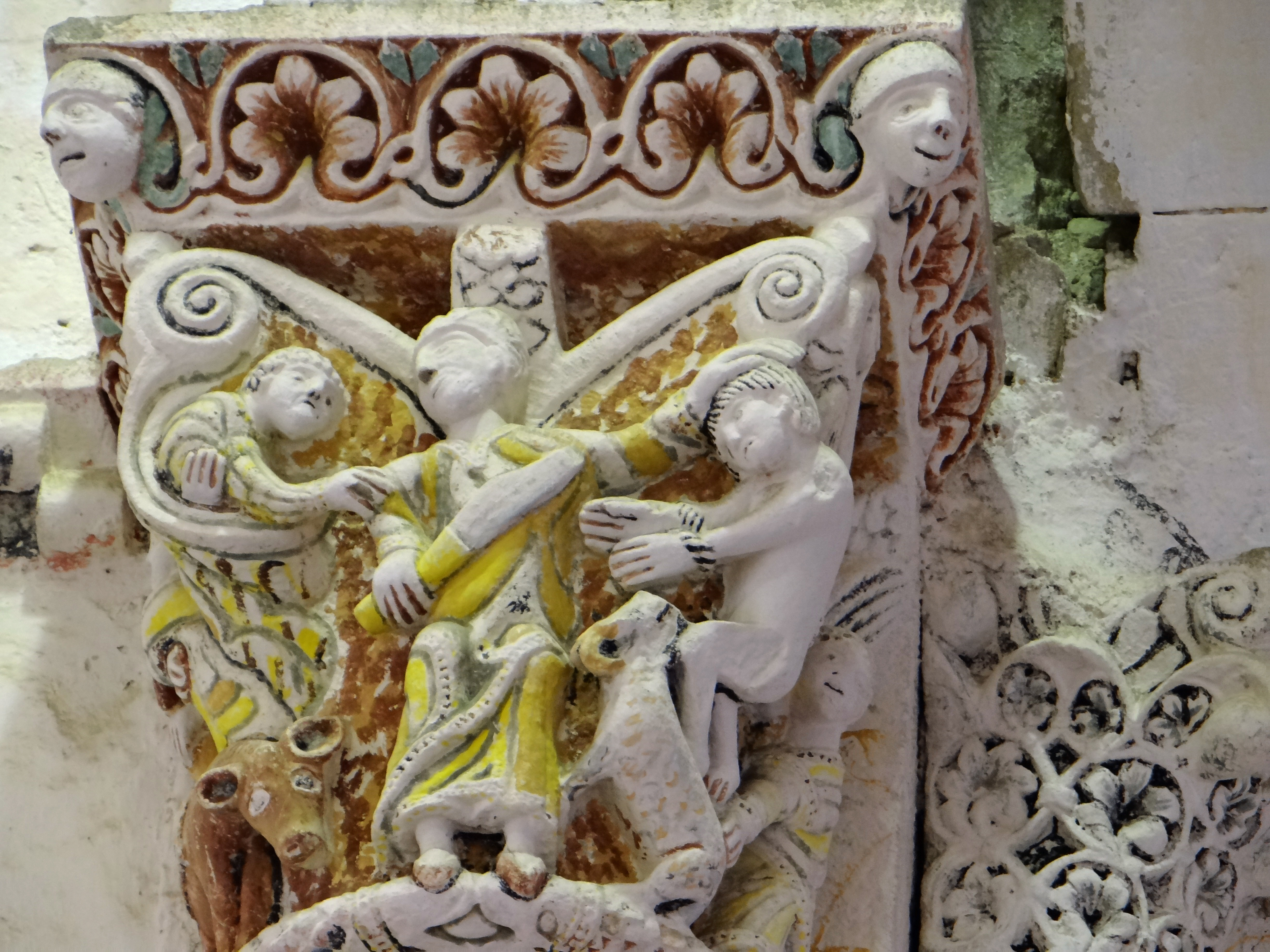
Arc triomphal : Sacrifice d'Isaac par Abraham.

### Le portail méridional
Les sculptures du portail méridional, seuls éléments sculptés de la nef, n'ont rien de commun avec les sculptures du chœur. Elles sont plus abîmées que celles du chevet.

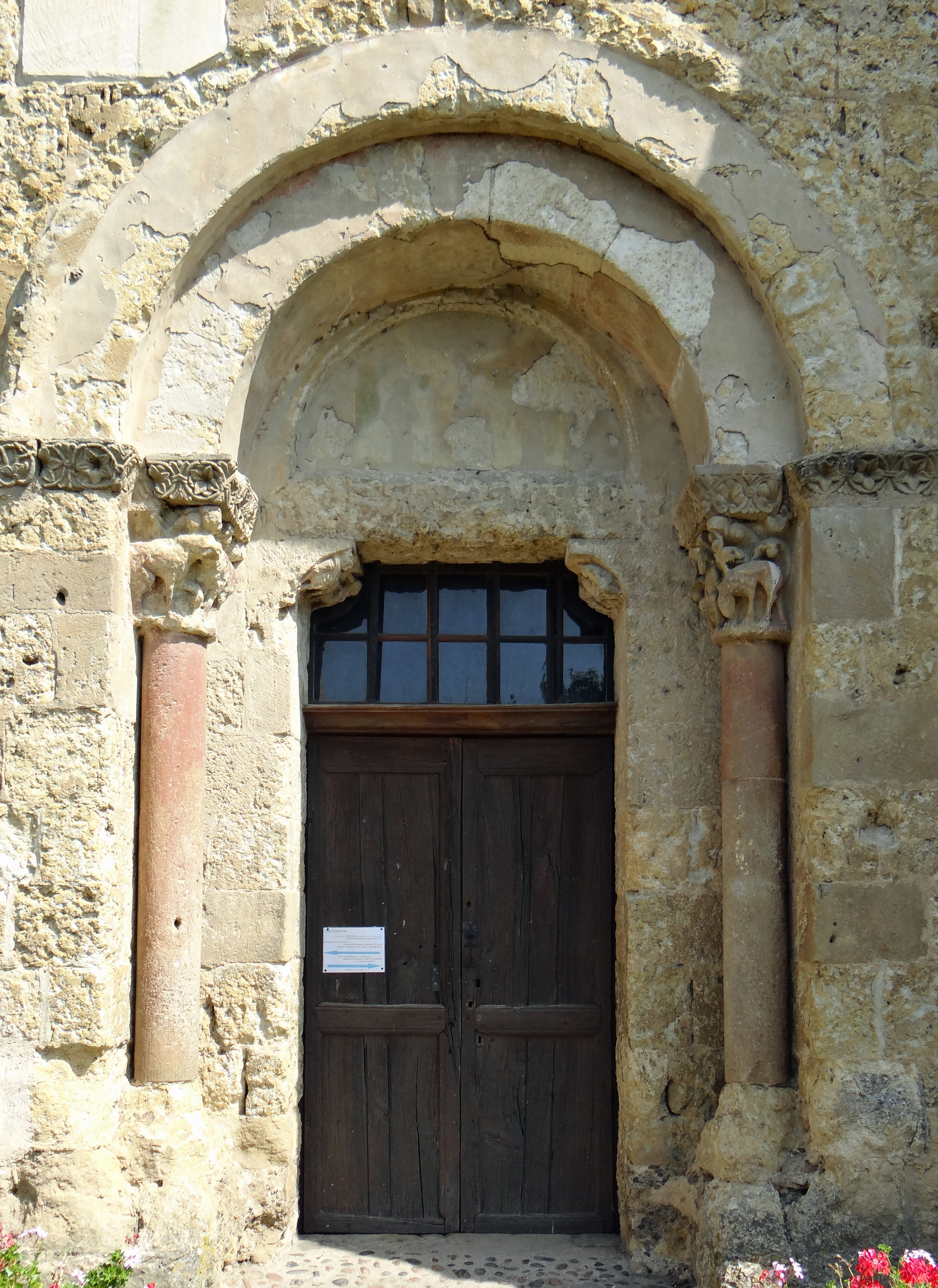
Portail méridional.
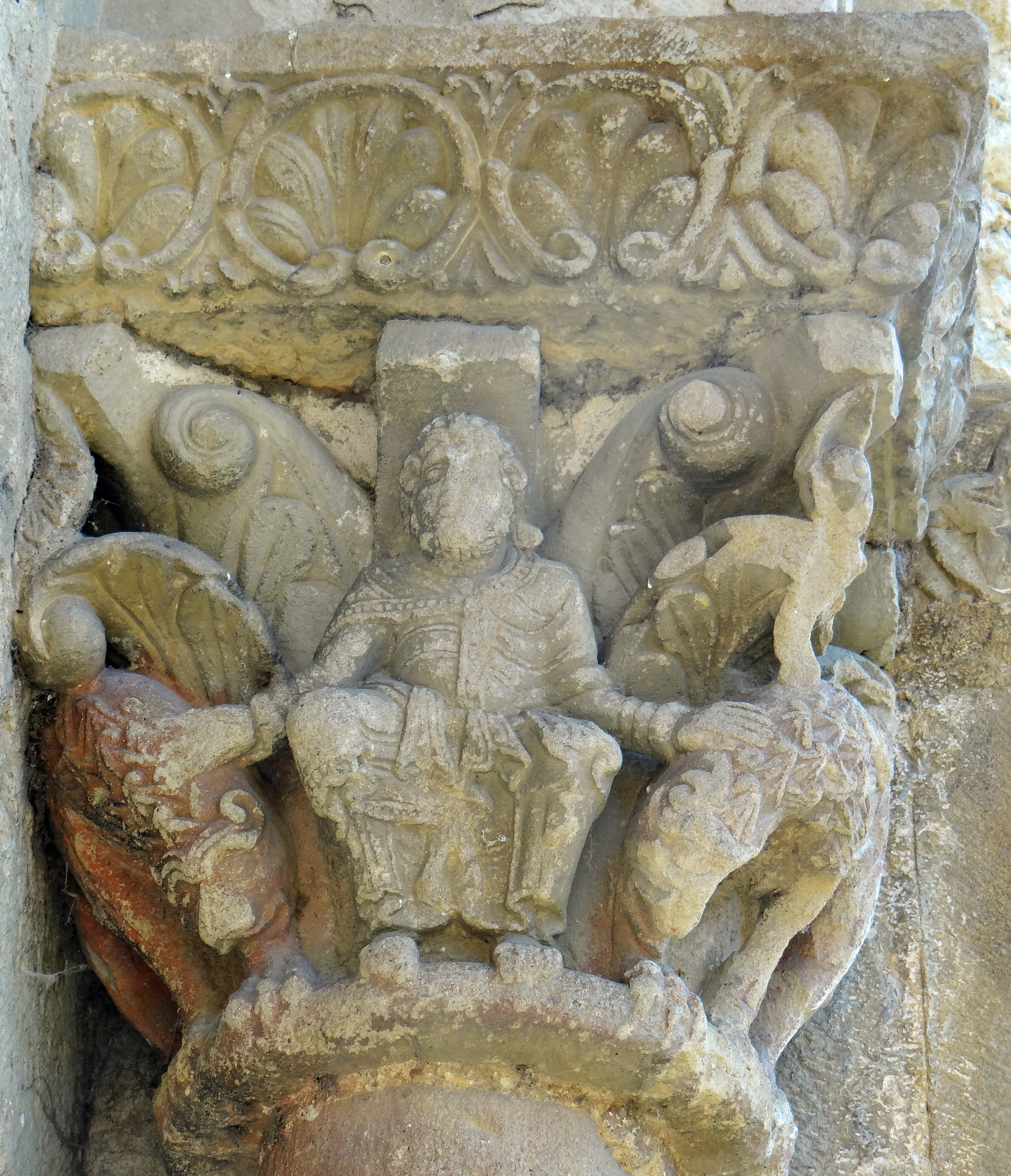
Daniel entre les lions.
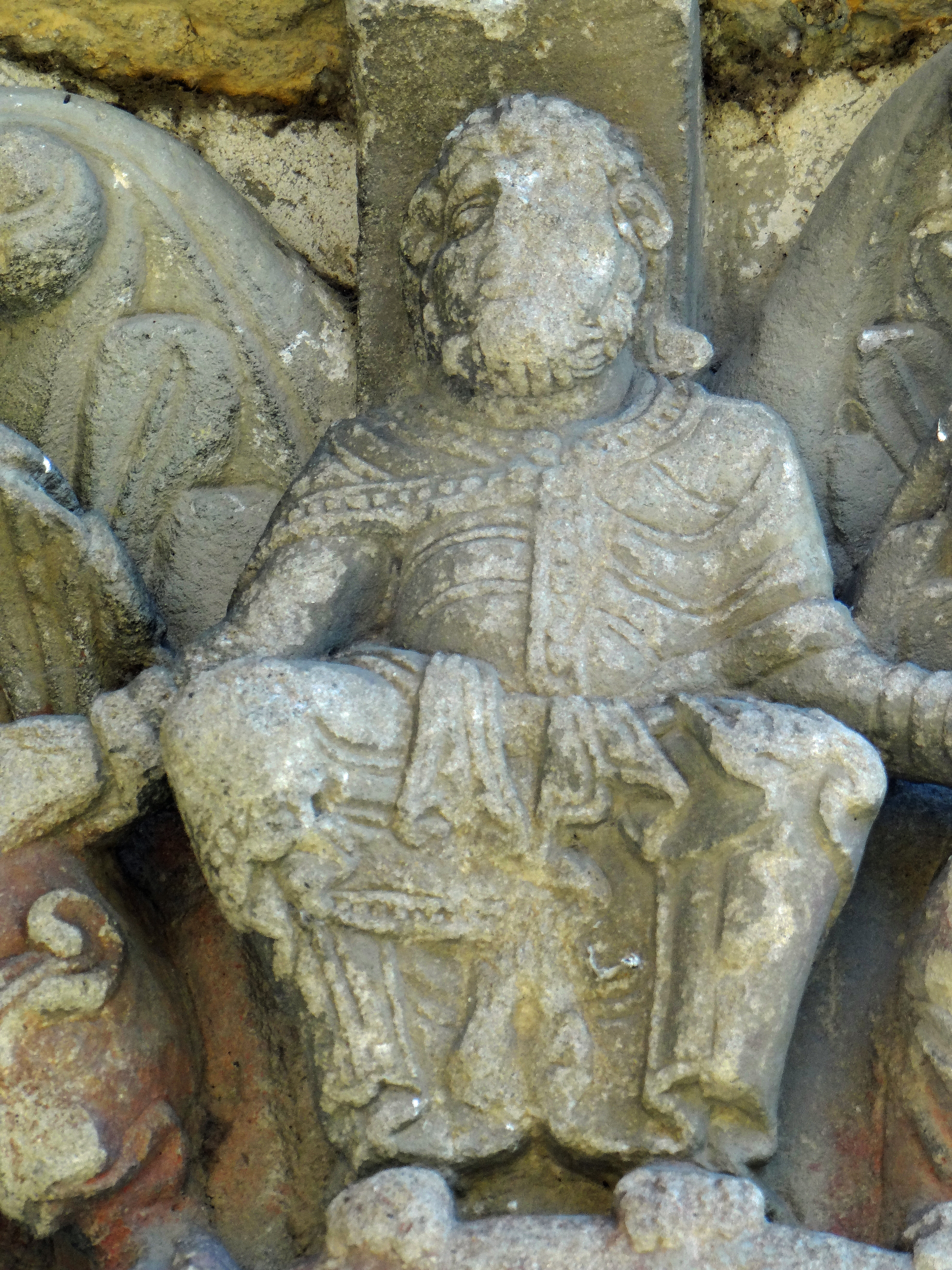
Daniel dans la fosse aux lions : Daniel.
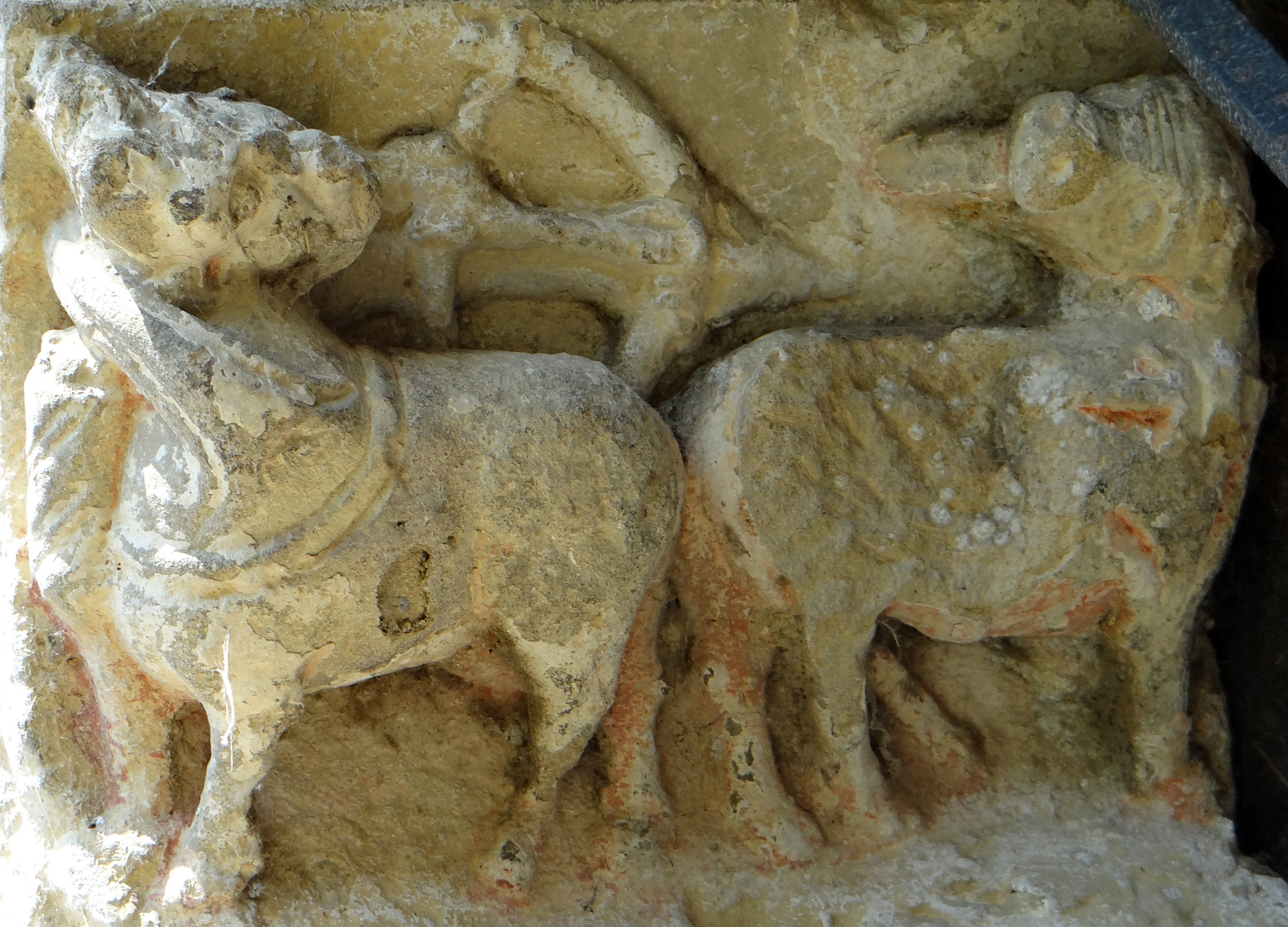
Imposte : cavalier tirant à l'arc ou Sagittaire.

### L'arche et la châsse de sainte Libérate
L'inscription gothique gravée sur la châsse des reliques de sainte Libérate en marbre blanc donne la date de 1342 pour sa réalisation.

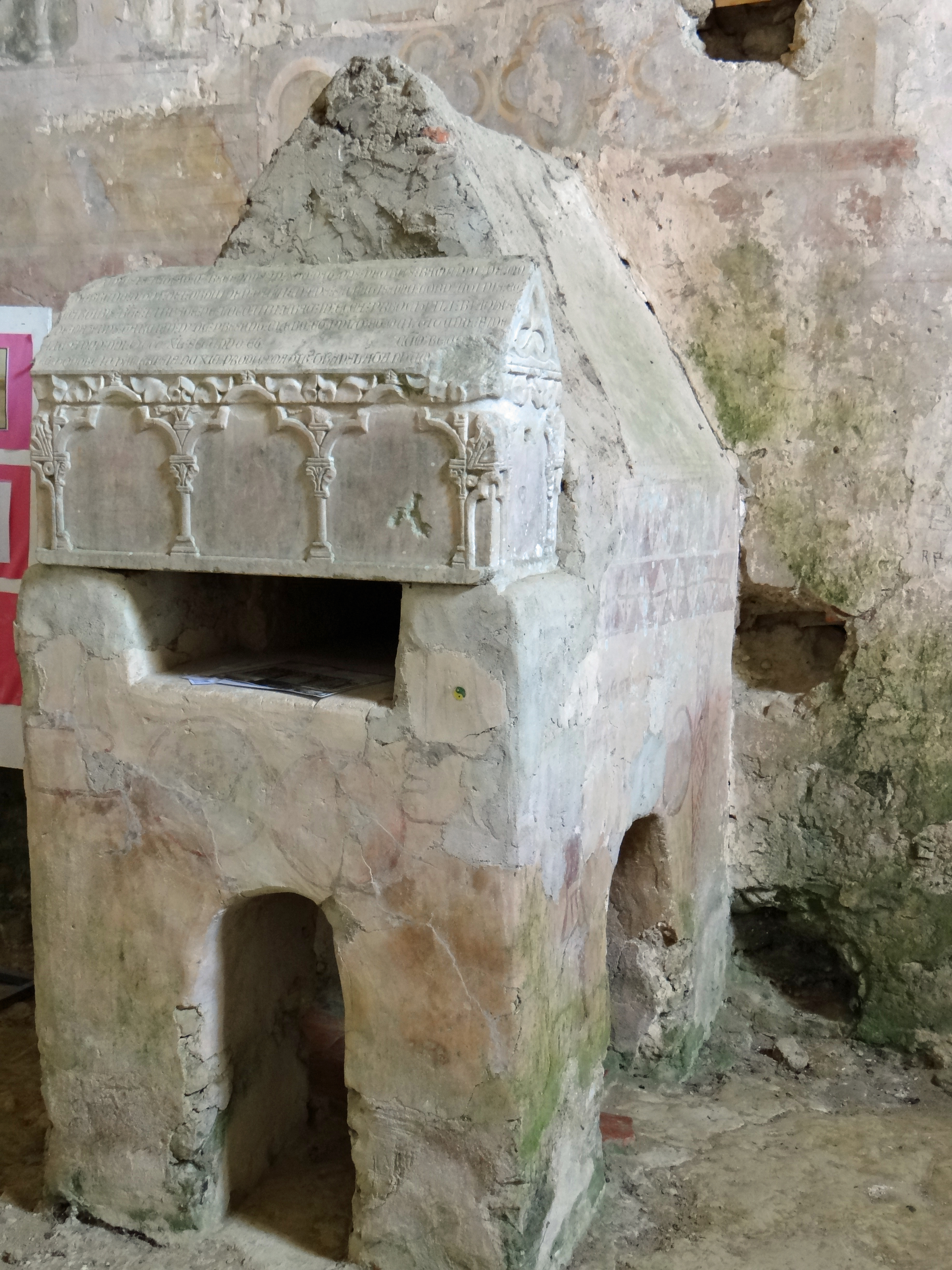
L'arche et la châsse de sainte Libérate.
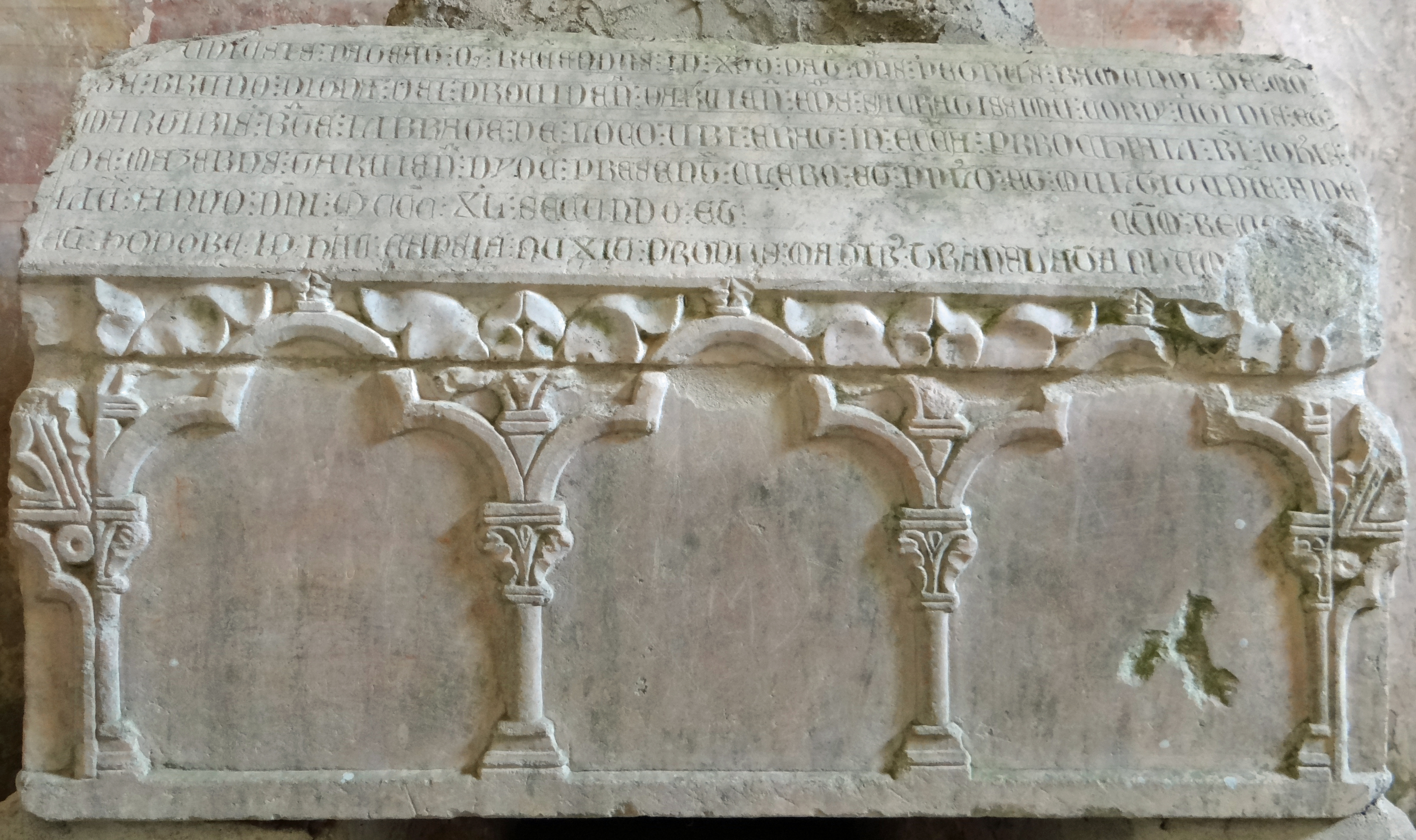
La châsse de Sainte-Libérate.

Les arches permettaient aux pèlerins de s'allonger sous les reliques de la sainte.
Inscription d'après Jean Cabanot :

VNIV[ER]SIS-PATEAT-Q[VOD]-REVE[RE]NDVS-IN-CHR[IST]O-PAT[ER]-
D[OMI]N[VS]-PETRVS-RAMVNDV[S]-DE-MO[N]TE-BRVNO-DIGNA-DEIPROVIDEN[
TIA]-TARVIEN[SIS]-EP[ISCOPV]S-SACRATISSIDV[M]-CORP[V]SV[
IR]GINIS-ET-MARTIRIS-B[EA]TE-LIBERATE-DE-LOCO-VBI-ERAT-INECC[
LESI]A-P[A]RROCHIALI-B[EAT]I-IOH[ANN]IS-DE-MAZERIIS-TARVIEN[SIS]-
DYOC[ESIS]-PRESENT[E]-CLERO-ET-P[O]P[U]LO-ET-MULTIDI[N]E-F-DELIV[M]-
ANNO-D[OMI]NI-MCCC-XL-SECONDO-ET-CVM-REVEREN[TIA]-ET-IN-I[L]LAMCAPSIA[
M]-DVXIT-PROP[R]IIS-MANIB[VS]-TRANSLATANDVM
Traduction proposée par Nelly Pousthomis-Dalle et Marc Salvan-Guillotin :
Qu’il soit connu de tous que le Révérend Père dans le Christ Pierre Raymond de Montbrun, évêque de Tarbes par la grâce de Dieu, transféra de ses propres mains et avec respect le très sacré corps de la vierge et martyre sainte Libérate du lieu où il était dans l’église paroissiale Saint-Jean-Baptiste de Mazères au diocèse de Tarbes dans cette châsse, en présence du clergé et du peuple et d’une foule, l’année1342
Les reliques de la sainte ont été dispersées en 1793.